# Koenigsmark (1935)
Koenigsmark is een Brits-Franse dramafilm uit 1935 onder regie van Maurice Tourneur. Het scenario is gebaseerd op de gelijknamige roman uit 1918 van de Franse auteur Pierre Benoit.

## Verhaal
Raoul Vignerte is een huisleraar aan het hof van een Duits vorstendom. Hij wordt verliefd op de bevallige prinses Aurora. Haar gemaal stierf in onopgehelderde omstandigheden. Vignerte verdenkt de broer van de overledene.

## Rolverdeling
| Acteur           | Personage            |
| ---------------- | -------------------- |
| Pierre Fresnay   | Raoul Vignerte       |
| Elissa Landi     | Prinses Aurora       |
| John Lodge       | Groothertog Frederik |
| Antonin Artaud   | Cyrus Back           |
| Frank Vosper     | Baron de Boise       |
| Jean-Max         | Commandant de Boose  |
| Allan Jeayes     | Groothertog Rudolf   |
| Romilly Lunge    | Luitenant de Hagen   |
| Jean Yonnel      | Gravin Mélusine      |
| Jean Debucourt   | Prins Tumène         |
| Marcelle Rogez   | Koning               |
| Georges Prieur   | Mijnheer de Marçais  |
| André Dubosc     |                      |
| Roger Puylagarde |                      |
| Clary Monthal    |                      |
| Jacques Henley   |                      |
| Maurice Devienne |                      |
| Léon Courtois    |                      |
| André Lannes     |                      |